# حمزة علوي
حمزة علوي (10 أبريل 1921 - 1 ديسمبر 2003) عالم اجتماع أكاديمي ماركسي وناشط.

## سيرة ذاتية
وُلد علوي في مجتمع البهرة في كراتشي ، في الهند البريطانية آنذاك والتي تشكل الآن باكستان وهاجر في سن الرشد إلى المملكة المتحدة. كان تركيز عمله الأكاديمي على الجنسية والجنس والأصولية قروي. ربما كان أكثر أعماله شهرة هو مقالته عام 1965 الفلاح والثورة في السجل الاشتراكي والتي شددت على الدور النضالي للفلاحين المتوسطين. ثم كان يُنظر إلى هؤلاء الفلاحين المتوسطين على أنهم الطبقة في المناطق الريفية الذين كانوا بطبيعة الحال حلفاء الطبقة العاملة الحضرية. في الستينيات كان أحد مؤسسي الحملة ضد التمييز العنصري.
وأعرب عن اعتقاده بأن "فئة تعتمد على الراتب من موظفي الحكومة المسلمين ، تسمى" السالارية "قادت حركة دولة مستقلة للمسلمين في شبه القارة الهندية حيث رأوا انخفاضًا في حصتهم من الوظائف في الهند قبل التقسيم. مما أدى في النهاية إلى إنشاء باكستان.

## منشورات مختارة
تشمل مؤلفاته:
- Jagirdari or Samraaj, fiction house Lhr (Urdu)
- Takhleq-e-Pakistan, Fiction House Lhr (Urdu)
- Pakistan Ek Riasat ka Bohraan, Fiction House Lhr (Urdu)
- Alavi, Hamza (1965) Peasant and Revolution, Socialist Register, pp. 241–77
- Alvi, Hamza & Shanin, Teodor (2003) Introduction to the Sociology of "Developing Societies", Monthly Review Press[4]
- Alavi, H. (1982). Capitalism and colonial production. London: Croom Helm.
- Alvi, H., & Harriss, J. (1989). South Asia. New York: Monthly Review Press.
- Alvi, H., & Harriss, J. (1989). Sociology of 'developing societies': South Asia. Basingstoke: Macmillan Education.
- Halliday, Fred & Alavi, Hamza (1988) State and Ideology in the Middle East and Pakistan, Monthly Review Press